# 梁惠玲
梁惠玲（1962年8月—），女，汉族，湖北宜城人，中华人民共和国政治人物。华中师范学院中文系汉语言文学专业毕业，湖北省委党校政治经济学专业毕业，在职党校研究生学历。曾任中国红十字会党组书记、常务副会长，中华全国供销合作总社党组副书记、理事会主任，现任中共黑龙江省委副书记、黑龙江省人民政府省长。

## 生平
1979年10月，在华中师范学院中文系汉语言文学专业。1983年7月参加工作，任襄樊市第五中学教师。1984年12月，进入共青团系统。1985年10月加入中国共产党。历任共青团襄樊市委副书记、市青联主席，共青团南漳县委书记等职，共青团襄樊市委书记等职务。
1995年2月，任中共谷城县委副书记。1997年6月，任中共孝感市委常委。1998年3月，任孝感市人民政府副市长。2000年2月，任中共孝感市委常委、组织部部长。2003年6月，任中共孝感市委副书记。2006年4月，任中共孝感市委副书记、代市长、市长。2008年，当选第十一届全国人民代表大会湖北地区代表。
2008年7月，任湖北省妇联主席、党组书记。2011年8月，任中共鄂州市委书记。2013年1月，任湖北省人民政府副省长。2015年4月，任中共湖北省委常委、统战部部长。2016年12月，任中共河北省委常委、省纪委书记。2018年1月，当选为新成立的河北省监察委员会主任。2018年2月24日，当选为第十三届全国人大代表。
2018年10月，中共中央决定，任命梁惠玲为中国红十字会党组书记，提名为常务副会长候选人，不再担任河北省委常委，省纪检委书记。同年11月，不再担任河北省监察委员会主任。

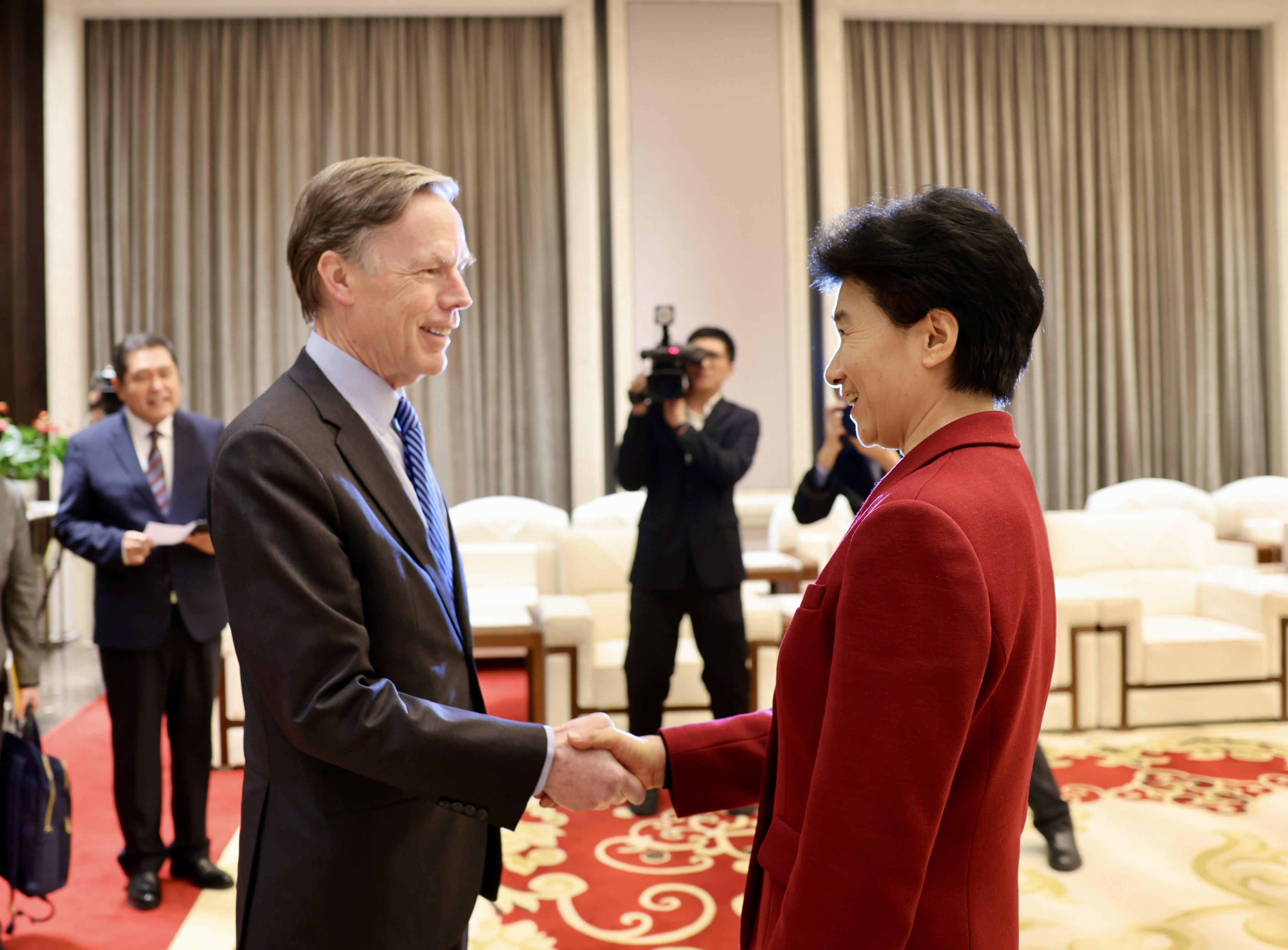
2024年2月3日下午，梁惠玲在哈尔滨会见美国驻华大使尼古拉斯·伯恩斯一行。

2021年6月，中共中央决定，梁惠玲任中华全国供销合作总社党组副书记。7月9日，任理事会主任，晋升正部级。。
2022年10月22日，当选为中国共产党第二十届中央委员会委员。2022年12月，任中共黑龙江省委副书记，省人民政府党组书记、代理省长。
2023年1月16日，黑龙江省第十四届人民代表大会第一次会议选举梁惠玲为省长。